# Библиотека Психијатријске болнице Соколац
Библиотека Психијатријске болнице Соколац је позајмна библиотека која се налази у склопу Психијатријске болнице на Соколацу, у истоименој општини, једној од шест општина града Источног Сарајева, Република Српска, БиХ. Налази се на адреси Подроманија бб.

## Психијатријска болница Соколац
Психијатријска болница у Сокоцу је започела свој рад 1958. године одлуком Извршног вијећа Народне Републике БиХ као установа за збрињавање хронично душевно оболелих лица.

## Библиотека
У оквиру Психијатријске болнице Соколац формирана је библиотека која се налази у склопу радне терапије у којој свакодневно бораве пацијенти који читањем разне литературе доприносе рехабилитацији сопствене личности.
Пацијенти установе се интересују за књиге различитих жанрова. Осим читања, заједно са пацијентима, што представља свакодневну активност, библиотерапеут припрема и представе на основу драмских текстова.
Под утицајем библиотерапије понеки пацијенти и “сами“ пишу и испољавају своју креативност. Библиотерапија се користи као метод за побољшање здравља кроз читање одабране литературе. Читање ублажава осјећај усамљености, смањује стигматизацију, помаже ослобађању стреса и свакако позитивно утиче на рехабилитацију пацијената. 
Стручни надзор и организовање рада библиотеке у Психијатријској установи Соколац обавља "Народна библиотека" Соколац.

### Попуњавање фонда
Стари дио библиотекарског фонда састојао се од око 800 књига. До сада је неколико библиотека из Републике Српске и Србије донирало значајну количину књига и број књига је удвостручен.